# Rendez-vous (album de Jane Birkin)
Pour les articles homonymes, voir Rendez-vous.
Albums de Jane Birkin
Arabesque
(2002) Fictions
(2006)
Rendez-vous est un album de Jane Birkin sorti en 2004.
Après les nouvelles chansons offertes par plusieurs artistes français sur À la légère et le récital Arabesque, Jane Birkin reprend un grand nombre de collaborations, cette fois avec des artistes du monde entier, et sous forme de duos.
La couverture et le livret portent des photos de la chanteuse prises par sa fille photographe, Kate Barry. Le reste du livret est décoré à l'aide d'extraits gribouillés de son carnet de rendez-vous.
Comme son prédécesseur l'album est un succès et sera certifié disque d'or par le SNEP en seulement 4 mois pour plus de 100 000 exemplaires vendus en France.
Le premier single de l'album est le duo avec Mickey 3D "Je m'appelle Jane", il sera interprété aux Victoires de la musique 2005.

## Liste des titres
| No  | Titre                                       | Auteur                                    | Duo avec        | Durée |
| --- | ------------------------------------------- | ----------------------------------------- | --------------- | ----- |
| 1.  | Je m'appelle Jane                           | Mickaël Furnon                            | Mickey 3D       |       |
| 2.  | T'as pas le droit d'avoir moins mal que moi | Jacques Duvall/J.N. Chaleat               | Alain Chamfort  |       |
| 3.  | In Every Dream Home a Heartache             | Bryan Ferry                               | Bryan Ferry     |       |
| 4.  | Palais royal                                | Jay Alanski/J.N. Chaleat-Chamfort         | Alain Souchon   |       |
| 5.  | La Grippe                                   | Brigitte Fontaine/Jacques Higelin         | Étienne Daho    |       |
| 6.  | Strange Melody                              | Beth Gibbons                              |                 |       |
| 7.  | O Leaozinho                                 | Caetano Veloso                            | Caetano Veloso  |       |
| 8.  | Pour un flirt avec toi                      | Michel Delpech/Roland Vincent             | Miossec         |       |
| 9.  | The Simple Story                            | Feist/Gonzales                            | Feist           |       |
| 10. | Te souviens-tu ?                            | Manu Chao                                 | Manu Chao       |       |
| 11. | Smile                                       | Brian Molko/Rachel Borkett                | Brian Molko     |       |
| 12. | Surannée                                    | Benjamin Biolay/Keren Ann Zeidel-B.Biolay | Françoise Hardy |       |
| 13. | Canary Canary                               | Yōsui Inoue                               | Yōsui Inoue     |       |
| 14. | Chiamami adesso                             | Paolo Conte                               | Paolo Conte     |       |
| 15. | Portbail                                    | Alain Souchon                             |                 |       |
| 16. | Canary Canary (version Tokyo)               | Yōsui Inoue                               | Yōsui Inoue     |       |

## Classements des ventes
| Pays                     | Meilleure position |
| ------------------------ | ------------------ |
| France                   | 5                  |
| Belgique Wallonie        | 2                  |
| Belgique Région flamande | 65                 |
| Portugal                 | 26                 |